# Полнер, Тихон Иванович
Тихон Иванович Полнер (1864—1935) — русский журналист, историк, издатель, белоэмигрант.
В дореволюционный период — деятель и пропагандист земского движения. Автор двухтомного труда «Общеземская организация на Дальнем Востоке» (1908—1910), в котором, помимо прочего, дал обзор и оценку участия земства в Русско-японской войне. Сотрудничал с газетой «Русские ведомости», в которой напечатал, в частности, отрицательный отзыв на пьесу А. П. Чехова «Чайка». Будучи поклонником Льва Толстого, принимал участие в 1918 г. в подготовке к печати неизданных произведений Толстого, о чём вскользь упоминает в мемуарах А. Л. Толстая; сам Полнер вспоминал, что занимался сверкой черновиков и вариантов повести «Детство».
С мая 1917 года — сенатор Первого департамента Правительствующего сената (по указу Временного правительства).
С 1919 г. в эмиграции в Париже. Работал в Земско-городском комитете помощи российским гражданам за границей, возглавлявшемся деятелями прежнего земского движения; заведовал, в частности, типографией Земгора. В 1920 г. основал и возглавил кооперативное издательство «Русская земля» — первый крупный издательский проект русской эмиграции. В дальнейшем соредактор журналов «Голос минувшего на чужой стороне» (1926—1928) и «Борьба за Россию» (1926—1931). Опубликовал биографическую книгу «Лев Толстой и его жена. История одной любви» (1928, российское переиздание 2000) — «наилучше разработанной биографией Толстого с параллельной характеристикой этапов жизни С. А. Толстой» называет её советский публикатор писем Софьи Андреевны П. С. Попов; по мнению современного рецензента, книга «дышит хорошо темперированной ненавистью к Софье Андреевне», впрочем, другой рецензент полагает, напротив, что Полнер достаточно объективен и «успешно балансирует на грани бытописательства и литературоведения». Другая книга Полнера — «Жизненный путь князя Георгия Евгеньевича Львова» (1932, российское переиздание 2001).